# Покровка (Голованевский район)
Покровка (укр. Покровка) — село в Надлакской сельской общине Голованевского района Кировоградской области Украины.
До 2020 года входило в Новоархангельский район
Население по переписи 2001 года составляло 316 человек. Почтовый индекс — 26154. Телефонный код — 5255. Код КОАТУУ — 3523684801.